# Solo 2 ore
(Tagline del film.)
Solo due ore (16 Blocks) è un film statunitense del 2006 diretto da Richard Donner. 
È l'ultimo film diretto da Richard Donner.

## Trama
Jack Mosley è un poliziotto di New York, alcolizzato e disilluso, che guarda con cinismo al suo lavoro e alla vita. Un giorno come tanti rientra in ritardo nella stazione dove presta servizio e, unico detective presente, viene incaricato di prelevare un detenuto, Eddie Bunker, dalla prigione di stato e scortarlo al palazzo di giustizia, quale unico testimone per un'audizione molto scottante. Il tutto dovrà avvenire entro 2 ore, pena l'annullamento della testimonianza.

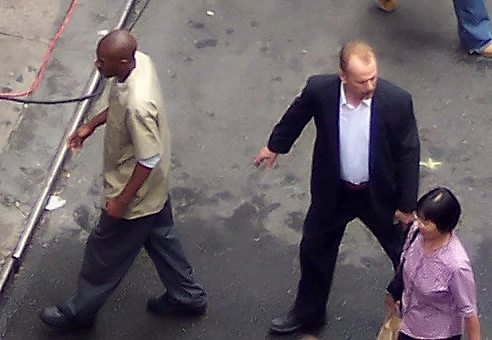
Mos Def e Bruce Willis sul set a Chinatown in Pell Street

Eddie è stato testimone di un omicidio perpetrato da un poliziotto corrotto, che fa parte di un gruppo numeroso di colleghi altrettanto corrotti. Di questi, un tempo, faceva parte anche Jack.
Prelevato Eddie, che è un piccolo delinquente, molto loquace ed estroverso, Jack si avvia con l'automobile verso il palazzo di giustizia. Durante il tragitto un killer cerca di uccidere il testimone. Rifugiatisi in un bar, i due verranno raggiunti da un gruppo di poliziotti, capeggiati da Frank Nugent, ex compagno di Jack. Loro compito è uccidere Eddie, confidando sull'omertà del loro collega. Quest'ultimo invece si ribella, trovando nel salvataggio del testimone una missione che possa risollevarlo dalla sua abulia e riscattarlo dal passato.
Inizia quindi una fuga per i sedici isolati che dividono il bar dal palazzo di giustizia. Inseguiti dai poliziotti corrotti, il cui stesso capitano è invischiato, tra sparatorie e irruzioni negli appartamenti, i due fuggitivi iniziano a fare amicizia.
Nel frattempo viene fatto credere che Jack sia complice di Eddie in un'ipotetica evasione.
Dopo un lungo inseguimento ad alta tensione, Jack ed Eddie prendono un autobus e i passeggeri in ostaggio, per potere avvicinarsi alla loro meta. Circondati dai corpi speciali, riescono comunque ad arrivare ai sotterranei del palazzo di giustizia. Jack lascia libero Eddie, che si rifarà una nuova vita a Seattle, mentre sarà lui a testimoniare del suo passato corrotto e del presente dei suoi colleghi di lavoro, che subiranno severe condanne.
Dopo avere scontato solo due anni di carcere, grazie alla sua collaborazione, Jack tornerà a casa, riscoprendo l'affetto della sorella, disintossicato dall'alcool e pronto ad affrontare una nuova vita. L'amico Eddie lo invita ad unirsi a lui nell'attività di pasticcere che ha intrapreso.

## Accoglienza

### Incassi
Secondo Box Office Mojo, Solo due ore è costato 55 milioni di dollari. Il film ha incassato oltre 11 milioni di dollari nel suo fine settimana di apertura.
Complessivamente ha incassato la cifra di 65 664 721 dollari, di cui 36 895 141 negli Stati Uniti d'America e 28 769 580 nel resto del mondo.

### Recensioni
Su Rotten Tomatoes il film riceve un rating del 55% basato su 161 recensioni e un punteggio medio di 6 su 10. Metacritic invece gli assegna la valutazione di 63/100, basata su 34 recensioni.